# 零日攻擊 (電視劇)
《零日攻擊》（英語：Zero Day Attack）是2025年播出的台灣詩選電視劇，故事以中國人民解放軍对中華民國（臺灣）采取軍事行動為假想前提，探討台海戰爭時，台灣社會可能面臨的狀況。該劇由高橋一生、連俞涵、杜汶澤等人擔任主演。

## 劇情大綱
在某次中華民國總統大選後，現任總統準備將總統職務移交給繼任者。就職日臨近之際，中國人民解放軍以一艘运-8反潛機在台灣東南海域被擊落以及需要搜索与救援為由（此事故被暗示為內部秘密破壞行動的一部分，屬於假旗行动，該飛機唯一的倖存者由鄰近的中華民國海軍艦艇救起），對台灣實施海上封鎖，進而發動解放軍登島作戰。封锁導致台灣對外航運完全中斷、發生股災和銀行擠兌事件。美國與日本提高軍事戒備，國軍為應對解放军随时可能发动的軍事行動而展開全民動員，外國政府也開始從台灣撤侨。
全方位的軍事行動隨後展開，中國共產黨和中華人民共和國政府利用亲中媒体散播虛假信息，以削弱台灣民眾的士氣。中國大陸駭客破解台灣本地的廣播媒體，發布影片要求台灣人向解放軍投降；其也透過AI生成的台湾總統深偽影片，宣布對中華人民共和國開戰。中國大陸滲透者與當地合作者大規模釋放監獄囚犯，第五縱隊和幫派成員組成的武裝勢力開始封鎖道路。在這場混亂中，解放軍海軍陸戰隊特種部隊于金門登陸。

## 製作

### 製作團隊
- 出品公司：零日文創股份有限公司、文化內容策進院、中華電信股份有限公司、高雄人
- 製作人/編劇統籌：鄭心媚
- 總製片：林仕肯
- 監製/總顧問：林錦昌[7]
- 導演：洪伯豪、蘇奕瑄、趙喧、吳季恩、劉易、羅景壬、林志儒
- 編劇：鄭心媚、蘇奕瑄、丁啟文、許世輝、鄭婉玭、黃鵬仁
- 顧問：林錦昌、沈伯洋、曹興誠、蘇紫雲（前導片：呂佳穎、李厚慶、施宣旭）

### 開發
該劇是台灣首部以台海戰爭為主題拍攝的剧集，自2022年12月進入籌備作業，靈感來自於2022年俄羅斯入侵烏克蘭及中國人民解放軍東部戰區在台灣周邊的軍事演習，該演習是中華人民共和國對2022年南西·裴洛西訪問台灣的抗議。該劇獲文化部匯聚台流文化黑潮計畫補助7131萬新台幣，亦獲國發基金投資4170萬新台幣，由零日文創股份有限公司製作、由文化內容策進院、中華電信股份有限公司、高雄人、曹興誠投資，鄭心媚擔任製作人兼編劇統籌，林仕肯擔任總製片人，其導演包括羅景壬、吳季恩、林志儒、趙暄、劉易及蘇奕瑄等人。拍攝亦獲國軍全力協助。

### 構想
《零日攻擊》的創作靈感來自製作人鄭心媚。根據鄭心媚表示，其構想起始於一位媒體高層對臺灣部分媒體編輯室可能受到中共中央台湾工作办公室影響的說法，進而發展出以「紅色滲透」為主題的劇本構想。最初完成的作品為《紅手指》，雖成功與製作公司洽談合作，但最終未能付諸拍攝，促使鄭決定親自擔任製作人以確保作品推進，並最終退出《紅手指》團隊。此後，鄭於2023年初完成新劇本大綱，並啟動募資與導演邀約作業。
2023年2月，鄭心媚經友人介紹結識林錦昌，雙方洽談後決定合作製作本劇。鄭原先設定的故事背景為臺灣已戰敗並遭中國統一，內容聚焦於民眾回顧失去家園的過程。然而，該設定被部分潛在閱聽者認為情境過於沉重。林錦昌加入團隊後，建議將劇情背景調整為「戰爭爆發前夕的臺灣社會」。該建議來自其2008年擔任國安會副秘書長期間，參與模擬侵略情境的兵推經驗。此調整旨在提升劇情的可近性與開展空間。劇名《零日攻擊》取自資安術語「零日攻擊」（Zero-day attack），意指軟體在漏洞尚未修補前即遭駭客利用。劇組借用此概念，象徵劇中虛構世界觀突發危機的情境。
劇情構思亦受到烏俄戰爭與《香港國安法》等國際局勢影響。鄭心媚表示，劇組期望透過本劇探索臺海議題在影視中的呈現。由於題材敏感，初期募資進展緩慢，儘管多數投資人肯定該劇潛力，仍因風險考量而遲疑。最終由企業家曹興誠率先投入新台幣2,000萬元推動進展。劇組隨後自籌同額資金，合計4,000萬元作為前期製作經費，用於完成17分鐘的前導片、簽約國際演員及組建團隊等前置作業。總製作預算約為2.3億元，資金來源包括文化內容策進院投資、文化部補助，以及來自科技產業與民間企業。儘管製作期間曾出現關於劇情是否具有「引戰」傾向的討論，鄭心媚強調，劇作目的在於提醒社會認識局勢的潛在發展，並探討在極端情境人性所面臨的選擇與反應。亦舉美國影集《指定倖存者》為例，指出戲劇應被視為情境模擬而非現實煽動，目的是促進社會思考如何避免戰爭發生。參考資料方面，劇組借鏡多部學術著作，包括何清漣《紅色滲透》、吳介民主編《吊燈裡的巨蟒》等，並在影像風格上參考美國影集《紙牌屋》、《黑鏡》等政治與科技驚悚類型作品。全劇10集使用相同的世界觀，有些角色與情節在不同集數中互有關聯。
導演洪伯豪則指出，臺灣過去較少製作涉及政治與軍事題材的電視劇，為求劇情準確與具體，劇組除邀請黑熊學院共同創辦人兼立法委員沈伯洋、國防安全研究院學者蘇紫雲等人擔任顧問提供實務經驗，也訪談多位公職人員，包括立法委員林靜儀，深入了解女性從政過程與相關經驗。

#### 蛇仔、ON AIR
第二集〈蛇仔〉由吳季恩執導。吳表示，該集的構思起初採取與戰略攻防相反的方向，從亂世中的青少年視角切入。他與編劇先行確立故事，再將影集的大環境融入情節，此做法受到其過往參與青少年題材長片經驗的影響。部分情節序列則參考了韓國電影《1987：黎明到來的那一天》。鄭心媚則表示，劇中靈感部分源自田野調查。她提到，團隊曾以兩岸可能發生戰爭的情境進行訪談，部分年輕受訪者認為「戰爭來很好」，理由包括薪資偏低與房價過高，戰爭可能帶來「重新洗牌」與階級流動的機會。鄭心媚指出，這樣的說法使團隊聯想到文化大革命時期紅衛兵的心態。經進一步理解後，她認為部分長期受限於社會結構的群體，確實容易受到能提供希望與歸屬感的組織吸引。她強調，在角色塑造過程中，主要目的是理解身處該處境的群體而非批判，並認為社群媒體上的標籤化批評與二分法評價，往往忽略理解與對話的重要性。
〈ON AIR〉以「媒體諜報」為主題。導演蘇奕瑄表示，該作嘗試跳脫文藝片形式呈現臺灣社會中關於思辨教育不足的議題。在進行田野調查時，蘇注意到中國富商郭文貴於《美國之音》接受採訪時，直播過程遭中途強制中斷的案例。該事件引發外界對媒體高層是否遭到收買的質疑，也成為該集的故事靈感來源。劇情亦結合科技相關議題，包括電子晶片、網路攻擊與網路中斷等元素。導演曾提及，在創作期間正逢馬祖海底電纜中斷事件，進而影響了劇本設定。該片拍攝兩種結局版本，其一為角色夏宇珊與藤原偉對視的畫面，另一版本則在對視後，由夏宇珊對著攝影機說出最後一句台詞。蘇奕瑄最終選擇後者，認為能使故事收束於更完整的格局。劇中亦涉及2008年西藏骚乱作為敘事背景的一部分。

### 選角
鄭心媚在訪談中表示，該劇因題材敏感，從資金籌措、選角到拍攝場地尋找均面臨諸多困難，超過半數製作團隊人員要求在名單中匿名，部分成員（包含導演）更於最後一刻退出製作。
謝怡芬在劇中飾演女性總統王明芳。鄭心媚表示，選擇由謝詮釋該角色，除了參考副總統蕭美琴的特質外，也因謝自美國返台的背景與劇中學者出身的設定相符。在鄭的安排下，謝怡芬為了貼近角色，進行田野調查，訪談多位女性政治人物，觀察其工作情況、思維邏輯與談話方式，並參考《紙牌屋》等政治劇集，比較臺美兩地的政治議題與風格。由於謝怡芬帶有華裔美國人口音，劇本也相應調整角色設定，使其更貼合「海歸」背景，並強化年輕專業的形象。團隊亦於後期製作中進行配音修正與語音調整，以拉近角色語感與在地觀眾的距離。前總統宋崇仁一角原由柯一正演出。根據導演洪伯豪表示，劇組後來希望角色形象更具深不可測，最終改由陳文彬飾演。
連俞涵在劇中飾演捲入新聞情報戰的女主播夏宇珊。她在得知該角色具有大量內心戲與表現空間後，便決定接演。
為了準備角色，連俞涵曾至真實新聞台實習與拍攝，觀察主播的工作日常。此外她亦在家中觀看各家主播的新聞播報，並接受主播專業指導，她是劇中唯一全十集登場的主要演員。
日本演員高橋一生與水川麻美亦參與演出。高橋表示閱讀劇本後認為本劇具社會責任感，因此爽快答應演出，並指出「戰爭不只是台灣的事情，日本人也應該要了解，一旦發生一定會波及日本」。水川則被鄭心媚認為相當適合角色而提出邀約。水川表示，本劇為她首次海外演出且需以中文表演；此外接演單元以黑色喜劇手法呈現人性層面，也促使她決定加入演出。
香港演員杜汶澤飾演一名實際身分為中共間諜的網紅。媒體採訪中表示：「演一個中華人民共和國派來台灣滲透的香港人很尷尬，但角色難度不高，因為在香港見過很多這種人。」聶雲原本受邀參演該劇，但因檔期與音樂劇衝突而婉拒。

### 拍攝
主體拍攝於2024年3月開始，同年11月杀青。該劇亦於臺北市總統府、臺北賓館、凱達格蘭大道等地取景。
劇組另於高雄市國立科學工藝博物館。、高雄捷運、橋頭糖廠及高雄展覽館拍攝。以及屏東縣琉球鄉取景，期間亦記錄小琉球迎王平安祭典。

### 線下活動
該劇後於2024年7月23日發布記者會，並在活動公告主要演員陣容名單，由羅景壬執導的前導預告片則於當日公開。並預定最快將於2025年5月發行。導演羅景壬表示，隨著俄乌战争的發展，他認為台灣是「最有可能的下一個衝突點」。該劇以隱喻的方式探討人們如何面對現實中的挑戰，並希望通過《零日攻擊》向觀眾展示如何面對潛在的入侵。羅導演提到，「我相信每位台灣人心中都有自己的零日攻擊版本，我們只是第一個將其製作成影集的人。」
2025年5月13日，《零日攻擊》作為峰會的專題座談於2025年哥本哈根民主高峰會舉辦世界首映會，鄭心媚、謝怡芬及紀錄片《看不見的國家》導演葛靜文等人作為主邀貴賓出席並進行對談。
2025年6月25日，《零日攻擊》釋出正式預告及海報，並公開定檔時間及該劇於臺灣、日本和印尼發行的消息。7月22日，該劇在臺北市舉行首映會。8月7日於日本東京新宿109影城Premium新宿舉行特別上映會與記者會。

## 演員陣容

### 主要演員
- 謝怡芬 飾 王明芳 民主黨⭢新世代聯盟黨籍候任中華民國總統、現任臺北市市長[27][56][57]
- 杜汶澤 飾 強哥[58]
- 高橋一生 飾 藤原偉[59][60][61]
- 連俞涵 飾 夏宇珊[62]
- 水川麻美[63][64]
- 莊凱勛 飾 鍾嘉森 忠哥[65]

### 其他演員
以集數順序列出：

#### 前導片
- 柯一正 飾 宋崇仁
- 孫可芳 飾 夏宇珊
- 李杏 飾 林佳如
- 余佩真 飾 智琪
- 胡智強
- 梁湘華 飾 主播
- 葉廷麒 飾 陳禮維
- 高英軒 飾 姜哥
- 那祈
- 陳祐儁 飾 丁超
- 竺定誼
- 蔡政良
- 周姮吟
- 康雅婷
- 鄧名佑
- 阿迪

## 音樂
該影集的主題曲〈風聲人影〉由曹雅雯演唱，林錦昌作詞，李欣芸作曲。
影集插曲〈莊敬自強（之無路可逃）〉由杜汶澤演唱、林夕作詞。

## 發行
該劇共有10集。 每一集將由不同的導演拍攝。2024年7月23日，官方YouTube頻道「零日攻擊 Zero day」在漢光演習期間發布了17分鐘前導片。

### 分集標題
| 集數 （季） | 標題                    | 導演   | 編劇           | 首播日期      |
| ----------- | ----------------------- | ------ | -------------- | ------------- |
| 0           | 前導片                  | 羅景壬 | -              | 2024年7月23日 |
| 1           | 戰爭或和平 War or Peace | 洪伯豪 | 鄭心媚         | 2025年8月2日  |
| 2           | 蛇仔 Snake Boy          | 吳季恩 | 許世輝、吳季恩 | 2025年8月9日  |
| 3           | OnAir                   | 蘇奕瑄 | 蘇奕瑄         | 2025年8月16日 |
| 4           | MIND FUCK               | 趙暄   | -              | 2025年8月23日 |
| 5           | 兩岸密屍                | 劉易   | -              | 2025年8月30日 |
| 6           | 金紙                    | 鄭心媚 | 鄭婉玭         | 2025年9月6日  |
| 7           | 海倫仙渡師              | 洪伯豪 | -              | 2025年9月13日 |
| 8           | 反分裂家庭              | 羅景壬 | -              | 2025年9月20日 |
| 9           | 突圍                    | -      | -              | 2025年9月27日 |
| 10          | 破膽行動                | -      | -              | 2025年10月4日 |

## 播出時間

### 首播（電視版）
|      | 頻道              | 所在地 | 播出日期      | 播出時間   |
| ---- | ----------------- | ------ | ------------- | ---------- |
| 電視 | 公視主頻（CH13）  | 臺灣   | 2025年8月2日  | 週六 21:00 |
| 電視 | 民視無線台（CH6） | 臺灣   | 2025年8月24日 | 週日 22:00 |

### 串流平台
LINE TV、中華電信MOD / Hami Video和台灣大哥大MyVideo於2025年8月2日21:00上架。
海外播映部分，Amazon Prime Video於日本於8月15日（第二次世界大战对日战争胜利纪念日）首播第1集，于8月17日更新第2、3集，之后每周同步上架。CATCHPLAY+則於8月16日於臺灣、印尼上架。該劇仍在洽談登陸美國及其他國際平台事宜。

## 評價

### 收視率
首話〈戰爭或和平〉於公視首播後平均收視率為0.27。與前導片累積245萬觀看人次關注度相對有限，在社群平台Threads，有觀眾對本劇表示肯定，也有部分觀眾指出在剪接、配樂與場面調度上尚有改進空間，並將其與美國政治劇《紙牌屋》進行比較。。公視在該時段成為國台語單元劇類冠軍。在OTT平台也全奪冠。

### 讚揚
《小型戰爭期刊》的一篇評論指出，該劇「完美呈現了現代混合战争的多面向本質……結合了傳統軍事戰術、網路行動、心理操控與對社會脆弱性的利用」。《華爾街日報》的華特·羅素·米德撰文表示，該劇「既對臺灣社會進行深入瞭解，又對一場迫在眉睫的大國衝突進行了寶貴的介紹，這場衝突可能會影響我們所有人的生活。」。
《日本經濟新聞》指出，《零日攻擊》被視為臺灣首部打破國內娛樂產業禁忌、公開討論中國大陆入侵臺灣議題的影集。接受《德國之聲》專訪時，台灣學者戴瑜慧表示，該劇反映了一股趨勢，即中國大陆入侵的話題已經「從過去不願談論，轉變為如今可以想像、甚至加以模擬的議題」。
BBC指出，受到大罷免事件及兩岸關係緊張影響，該劇的播出時機引發外界質疑。總製作人陳歆玫強調，《零日攻擊》並非意在妖魔中國大陆，而是希望探討戰爭主題，以及臺灣人在戰爭情境中的掙扎與應對，因為對戰爭的恐懼從未真正消失。
《關鍵評論網》指出，《零日攻擊》將「臺海危機」這一敏感且充滿不確定性的議題搬上主流商業劇集，展現了勇氣與與野心的豪賭。
美國非營利智庫戰爭研究所針對中國就《零日攻擊》發表的批評言論指出，這反映了中國大陆一貫將兩岸緊張局勢歸咎於民進黨的做法，儘管中方對臺灣的侵略行為日益加劇。該智庫認為，此舉仍是中國大陆持續進行的資訊戰的一部分，旨在打擊臺灣士氣，並在外交上孤立臺灣。
日本跨党派议员联盟日华议员恳谈会于2025年8月7日在东京的电影院观看了《零日攻击》。议联会长古屋圭司希望日本人也能观看这部剧集，而议联事务局长、前防卫相木原稔认为该剧的完成度很高，能让人理解现代战争的开端。

### 批評
中國國民黨政治人物批評該劇製造「恐慌氛圍」，並過度模糊「現實與虛構的界線」，更將其斥為民進黨政府主導的宣傳作品、台灣版的「抗中神劇」。行政院發言人陳世凱對此表示，文化部出資《零日攻擊》跟大內宣沒有任何關係，文化部補助的影視產業非常多，大家不用過度聯想。
2025年7月30日，中华人民共和国国防部發言人張曉剛在例行記者會上針對該劇集發表評論，並批評該劇涉及民進黨當局「販賣戰爭焦慮」內容。
《聯合報》黑白集針對投資爭議評論指出，有人被指控接受酬勞辦事後，舉起「創作自由」的旗幟，並稱遭到霸凌，評論對此表達質疑，並批評相關政府單位在補助事宜上避重就輕或拒絕提供資料。《草根影響力新視野》在評論中指出，《零日攻擊》不論劇情是否貼近兩岸現實，其所呈現的「敵我對立」與「戰爭想像」可能被視為在強化戰爭焦慮，並與大罷免議題相互連結。評論認為，該劇除了具有罷免政治的投射意涵外，也可能被用作推動「全民備戰」的宣傳工具，藉由戲劇形式在社會中營造明確的敵我區隔。

### 爭議
《零日攻擊》於製作期間因獲得文化部門提供的上億元補助與投資而引發輿論爭議。對此製作團隊表示，由於與出資單位簽署保密協定，無法公開實際補助與投資金額。鄭心媚指出，相較其他同期申請文化部補助的影視作品多僅提交劇本前兩集及企劃書，《零日攻擊》在申請階段即準備完整劇本內容。前期製作資金主要由企業家曹興誠出資新台幣2,000萬元，加上劇組自籌的2,000萬元，共計4,000萬元，作為劇組初期的「啟動資金」，用於完成17分鐘的前導片。該前導片後續亦成為劇組申請政府補助與民間投資的重要材料之一。
2024年8月1日，中國國民黨立委王鴻薇表示《零日攻擊》補助比例達43%，超過製作總預算四成。根據文策院資料，「匯聚台流文化黑潮計畫」補助7100萬新台幣，約佔27.51%，「國發基金」投資4170萬新台幣，約佔16.09%，兩項投資加起來將近1億3千多萬新台幣。對此，民進黨立委沈伯洋強調，文化部針對各式主題都有做補助，文化部的補助必須有「多元觀點」的呈現，而《零日攻擊》中呈現了不同的觀點。有學者指出該劇內容由創作團隊自主發想，並非政府主導，獲得政策投資也符合相關程序制度。
2025年8月18日，中國國民黨智庫副執行長凌濤表示，《零日攻擊》導演羅景壬的團隊於2022年至2024年間，獲得就業安定基金補助新台幣2872萬元，期間亦替賴清德與蔡英文製作競選影片。並指出，文化部於隔年核定補助《零日攻擊》新台幣7131萬元，質疑此舉與就業安定基金用途不符，屬於嚴重弊端與違法行為。對此，勞動部回應稱，並無補助《零日攻擊》拍攝相關計畫，相關勞工業務宣導均依法依規辦理，未涉及政治考量，呼籲外界勿進行錯誤連結與影射。
羅景壬則指出，其執導過逾1500支商業廣告，曾合作對象包括馬英九與連勝文相關的國民黨智庫青年發展基金會，強調自己作為商業廣告導演，並不依賴任何政府機關或政黨維生。之所以投入《零日攻擊》拍攝，是基於「不分黨派，負起社會責任」的理念。
2025年8月3日，編劇陳世杰透露影視圈內部消息，指稱有部分製作單位表示，曾參與《零日攻擊》或公開表態支持大罷免的影視工作者，未來可能不予考慮聘用。

## 注解
1. 1 2  《鏡子森林》、《國際橋牌社》編劇
2. ↑  原播映序列為第二集[82]
3. ↑  原名〈自娛愚人〉

## 外部連結
- YouTube上的零日攻擊頻道
- 零日攻擊的Facebook專頁
- 零日攻擊的Instagram帳戶
- 互联网电影数据库（IMDb）上《零日攻擊》的资料（英文）